# Erythronychia defecta
Erythronychia defecta är en tvåvingeart som beskrevs av Malloch 1932. Erythronychia defecta ingår i släktet Erythronychia och familjen parasitflugor. Inga underarter finns listade i Catalogue of Life.